# Banner Mania
Banner Mania era un software di elaborazione grafica per la creazione di striscioni . Fu rilasciato da Brøderbund nel 1989 e fu sviluppato da Pixellite Group e Presage Software Development e scritto da Christopher Schardt e Dane Bigham .
Il software fu sviluppato in stile wizard, in modo da creare in maniera semplice striscioni stampabili. Nonostante girasse sotto MS-DOS, il programma aveva una interfaccia utente discretamente sviluppata e funzionale, interamente WYSIWYG e dotata di supporto per il mouse. Consentiva la scelta tra 19 font diversi  e 16 colori per gli effetti grafici . La possibilità di scegliere fra una discreta gamma di font e stili, il supporto alle più comuni stampanti ad aghi ed a laser, la possibilità di stampa diretta anche su modulo continuo ne fecero un software versatile e pratico per uso domestico, non paragonabile comunque a software di grafica professionali.
Nonostante le potenzialità, il software era in grado di girare su macchine senza particolari risorse (un PC con processore 80286 ed 1 MB di memoria ram era più che sufficiente).